# Kayastha

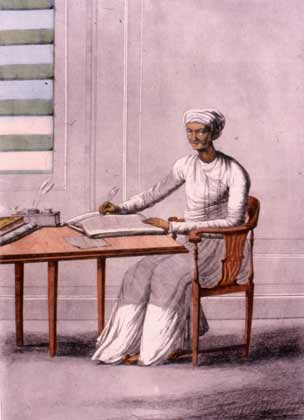
"Calcutta Kayastha", Malerei aus dem 19. Jahrhundert

Kayastha (auch Kayasth or Kayeth, hindi कायस्थ kāyasth) ist eine Bezeichnung für eine hinduistische Gemeinschaft, die traditionell die Rolle der Schreiber und Beamten innehatte. Daher wird die Kayastha-Gemeinschaft auch als „Schreiberkaste“ bezeichnet. Die meisten Kayastha leben in den indischen Bundesstaaten Westbengalen, Uttar Pradesh, Bihar, Madhya Pradesh und der Hauptstadt Delhi.

## Herkunft
Mythologische Deutung
Die Kayastha leiten ihren mythologischen Ursprung auf die Erschaffung der vier Kasten durch Brahma zurück. Um die guten und schlechten Taten der Menschheit aufzeichnen zu lassen, erschuf Brahma Chitragupta. In ihm sehen die Kayastha ihren Stammvater.
Historische Erklärung
Schon im 7. Jahrhundert n. Chr. werden die Kayastha in heiligen Schriften als eine Kaste erwähnt, die für das Schreiben von säkularen Dokumenten und das Führen von Aufzeichnungen verantwortlich war. Zur Zeit der Mogulen stiegen viele Kayastha in hohe Ämter ein, da sie sich schnell die persische Sprache angeeignet hatten. Ein Teil davon konvertierte zum Islam.

## Zitat
- "Unter den Hindus haben die Kāyasth eine lange Tradition verdienstvoller, hervorgehobener Beamtentätigkeit an den muslimischen Höfen, vor allem in Delhi. Sie haben nicht nur in der Verwaltung ihre Spuren hinterlassen, sondern auch auf dem Gebiet der Schriftstellerei. Die Kaste hat das einzigartige Privileg, eine große Anzahl von Historikern und Gelehrten hervorgebracht zu haben, die in der persischen und Urduliteratur bewandert waren. Die Kāyasth sind für ihre Intelligenz, ihren Scharfsinn und ihre Weisheit berühmt."[6]
- "...the most unorthodox of the Hindu castes"[7]

## Bekannte Personen aus Kayastha-Familien
- Jagadish Chandra Bose (1858–1937), indischer Naturwissenschaftler[8]
- Swami Vivekananda (1863–1902), indischer Mönch und Gelehrter
- Jadunath Sarkar (1870–1958), indischer Historiker
- Sri Aurobindo (1872–1950), indischer Philosoph und Guru
- Ganesh Prasad (1876–1935), indischer Mathematiker
- Premchand, Pseudonym für Dhanpat Rai Shrivastava (1880–1936), indischer Schriftsteller
- Rajendra Prasad (1884–1963), erster Präsident Indiens
- Paramahamsa Yogananda (1893–1952), indischer Yoga-Meister, Philosoph und Schriftsteller
- Satyendranath Bose (1894–1974), indischer Physiker
- A. C. Bhaktivedanta Prabhupada (1896–1977), Übersetzer und Kommentator hinduistischer Schriften sowie Gründer der ISKCON
- Subhash Chandra Bose (1897–1945), Vorsitzender des Indischen Nationalkongresses (INC)
- Lal Bahadur Shastri (1904–1966), zweiter Premierminister Indiens
- Maharishi Mahesh Yogi (1918–2008), indischer Guru und Begründer der Transzendentalen Meditation
- Amitabh Bachchan (* 1942), indischer Schauspieler